# Jeanneke Pis
La Jeanneke-Pis è una statua in bronzo, alta circa cinquanta centimetri, situata nel centro storico di Bruxelles.
Si tratta di una fontana che rappresenta una bambina che sta urinando. Le parole Jeanneke Pis in neerlandese (dialetto del fiammingo vicino all'olandese) significano infatti la "ragazzetta che fa pipì".
È stata costruita da Denis-Adrien Debouvrie nel 1985 e inaugurata nel 1987 in onore alla fedeltà.
A Bruxelles esistono anche il Manneken Pis (il ragazzetto che fa pipì, diventato uno dei simboli della città) considerato il fratellino della Jeanneke Pis, e il Zinneke Pis (il cane randagio che imita i primi due e la fa per strada).